# 再见夏天
《再見夏天》（韓語：굿바이 썸머）是2019年上映的爱情剧情片，由《爱情储蓄罐》《One Line》的副导演朴周永编剧并执导，鄭帝元、金寶拉主演，於2019年7月25日在韓國上映。

## 劇情概要
影片讲述被诊断时日不多的高三学生贤在辍学之后向同班同学秀敏表白自己心意的故事。

## 演员阵容

### 主要人物
- 鄭帝元 飾演 賢在
- 金寶拉 飾演 秀敏

### 其他人物
- 李道河 飾演 秉在
- 李建雨 飾演 志勳
- 申榮均 飾演 奇德，醫院的病友.
- 金藝恩 飾演 朱熙
- 崔知安 飾演 娜恩
- 朴泰俊 飾演 露宿者